# 无患子叶崖豆藤
无患子叶崖豆藤（学名：Millettia sapindifolia）为豆科崖豆藤属下的一个种。

## 扩展阅读
- 維基物種上的相關：无患子叶崖豆藤